# Valdina
Valdina ist eine Stadt der Metropolitanstadt Messina in der Region Sizilien in Italien mit 1255 Einwohnern (Stand 31. Dezember 2023).

## Lage und Daten
Valdina liegt 27 km westlich von Messina im Hinterland der Bucht von Patti. Die Einwohner arbeiten hauptsächlich in der Landwirtschaft. Weitere Arbeitsplätze gibt es in der Ziegelindustrie.
Die Nachbargemeinden sind Roccavaldina, Torregrotta und Venetico.

## Geschichte
Der Ort wurde im Mittelalter gegründet.

## Sehenswürdigkeiten

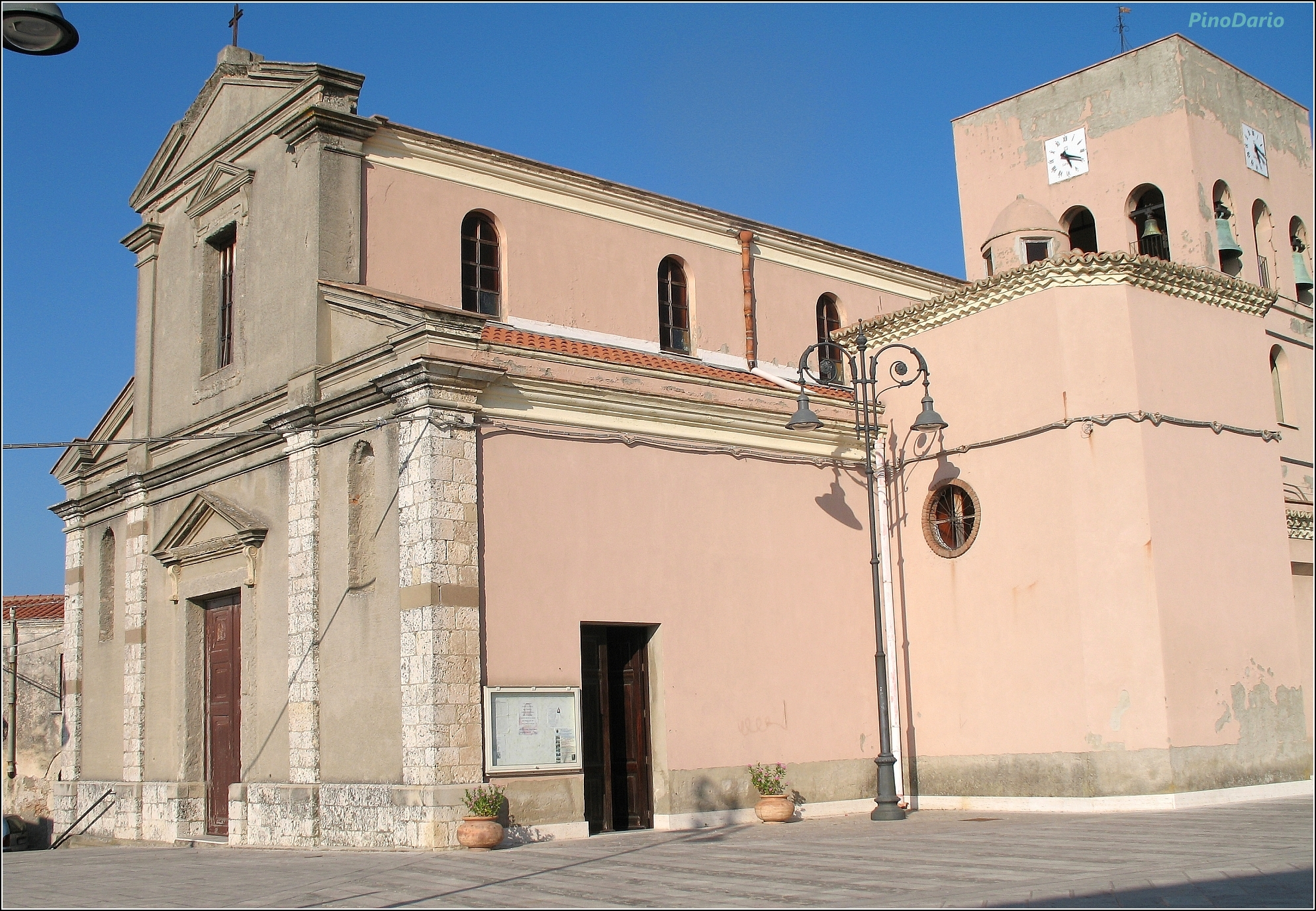
Pfarrkirche von Valdina

Die Pfarrkirche stammt aus dem 18. Jahrhundert. Im Laufe der Zeit wurde sie immer wieder erneuert.